# Färjås
Färjås är ett område i Kungsbacka kommun. Det ligger mellan Särö
och Vallda, 30 km söder om Göteborg. Namnet kommer från det gamla torpet "Färjås" och ger numera namn åt hela området inklusive vägen "Färjåsvägen" och Västtrafiks busshållplats "Färjås".
I Färjås finner man gravar och bosättning från bronsålder, bland annat ett långröse. Under medeltiden var delar av området klosterhemman, och de rikt förekommande medicinalväxterna tros stamma från tidigare klosterträdgårdar. Färjås ligger i direkt anslutning till naturreservaten Vallda Sandö och Hördalen. Färjås gränsar även till den gamla hälsobrunnen i Brandshult.
Numera ägs Färjås privat och är till största delen naturreservat och golfbana under Kungsbacka Golfklubb.
På Färjås ligger idag Vallda Krukmakeri, Trähab Färjås och Färjås Yogaretreats.